# Herfølge Kirke
Herfølge Kirke er en kirke Herfølge i Herfølge Sogn, Køge Provsti, Roskilde Stift. Indtil Kommunalreformen i 1970 lå sognet i Bjæverskov Herred, Præstø Amt.
Skib og tårn er opført i romansk tid af kridtkvadre og frådsten. Tårnets mure er bevaret nogenlunde intakt til gesimshøjde, kamtakgavlene er tilføjet i sengotisk tid. Den romanske kirkes kor blev nedrevet o. 1500 og erstattet med det nuværende langhuskor, hvis langhusmure overvejende er af kridt, østgavlen er af teglsten.
Våbenhusets gavl dateres til midten af 1400-tallet. Sakristiet er senere end langhuskoret og kan dateres til 1522. Udbygningen mod nord blev opført i begyndelsen af 1600-tallet. Bygningen blev hovedistandsat i 1940.

## Beskrivelse
Herfølge Kirke består af skib, af hvis 4 hvælvinger den østligste tjener til kor, tårn mod vest, sakristi og tilbygning mod nord og våbenhus mod syd. Den ældste, vestlige del af skibet er opført i den tidligere middelalder af kridtsten; to rundbuede vinduer skimtes endnu. Noget senere er tårnet opført, ligeledes af kridtsten og med kridtstenshvælving; senere er tårnet blevet forhøjet med røde mursten og har fået kamgavle med blindinger. Tårnet måler 27,21 meter. Vist nok ved slutningen af middelalderen er skibet blevet forlænget mod øst af mursten og kridtsten, ordnede i bælter, kirken er bleven overhvælvet og sakristiet med hvælving opført. Tilbygningen, med flad krydshvælving, og våbenhuset, med fladt loft, begge af røde mursten, stamme fra renæssancetiden. Skibets 3. hvælving er åben ind til tilbygningen; til tårnrummet fører en spidsbue.

## Interiør
Altertavlen er et maleri af Adam Müller fra 1840: Simeon med Christusbarnet, i en moderne Ramme.
På alterkalken står F. Mette Rosenkrantz 1586, på oblatæsken står: "Bekostet af Walløe Stift istæden for den af de engelske Tropper bortrovede".
Prædikestolen er et billedskærerarbejde fra Christian IV’s tid.
Døbefonten, af gråt marmor, er af nyere dato.
I skibet en stor messinglysekrone fra 1700 med Skeelernes og Billernes våben.
En niche, ved vestsiden af den bue, der fører ind til tilbygningen, har vistnok været nedgang til den nu lukkede begravelse.
Af kirkens to klokker er den ene fra 1506.
På korets nordvæg et maleri og stort marmorepitafium, opsat 1621 af historiografen Claus Christoffersen Lyskander, der var sognepræst her fra 1587 til sin død omkring 1624, over hans søn Claus, død 1619, og øvrige familie (på maleriet et billede af Lyskander selv).
På skibets sydlige væg epitafium over sognepræsten Jens Sørensen Kaalund, død 1659, hvis ligsten ligger foran alteret.
Desuden findes i kirkeskibet en lille mindetavle over birkedommer i Vallø Stift, Esaias Fjeldsted.
I den tilmurede begravelse findes blandt andet ligene af rigsråd Oluf Rosensparre, død 1624, og hustru, samt deres søn Sten Rosensparre, faldet i Kalmarkrigen 1612.
På den sydlige mur af kirken er der en mindetavle over sognets faldne i de slesvigske krige. På nordlige mur sidder der en 1885 opdaget lille kridtsten med Jesu Monogram.
I kapellets nordmur er indsat en mindeplade over fem omkomne, 4 matroser og 1 soldat, fra linieskibet Dannebroge, der med Iver Huitfeldt sprang i luften under kampen den 4. oktober 1710, hvorefter ligene blev begravet på kirkegården. Tavlen har mindevers af B.S. Ingemann. Kirkens kirkeskib er en model af Dannebroge.

## Galleri
| - Skibet set mod øst - Stolegavle med våben - Døbefont - Stenkiste i nordre korsarm |